# 法属加拿大
法属加拿大为法国在北美圣劳伦斯河地区建立的一个殖民地。法属加拿大为新法兰西发展水平最高的地区。法属加拿大分为3个地区，魁北克、三河、蒙特利尔。魁北克区总督兼任新法兰西总督。1763年，巴黎和约签订后，法属加拿大为英国所得，更名为魁北克省。

## 历史
1740年，法属加拿大殖民地人口约44,000人，其中魁北克18,000人，蒙特利尔22,000，三河4,000人。